# Santa Catalina (Montevideo)
El barrio de Santa Catalina está situado en la ciudad de Montevideo, Uruguay, en la zona oeste, a orillas del Río de la Plata. Limita por la zona este con el barrio Casabó y con el casco del Cerro.

## Población
Cuenta con una población de aproximadamente 8000 habitantes, de los cuales 1500 son jóvenes.

## Fundación

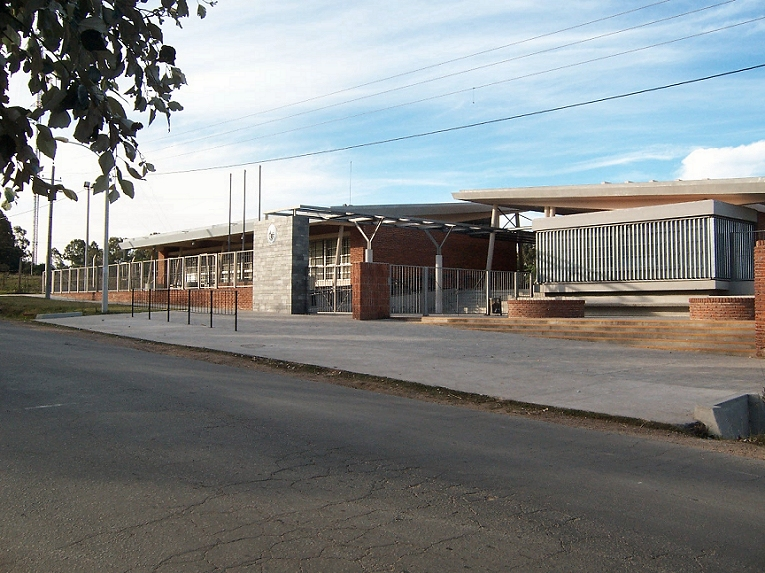
Escuela pública en Santa Catalina.

El barrio fue fundado por inmigrantes y pobladores, provenientes de los pueblitos de saladeros y pescadores. Las fotografías aéreas del Servicio de Geomática de la Intendencia de Montevideo revela que en diciembre de 1961 esa zona no estaba poblada y solo albergaba los restos de un antiguo saladero.

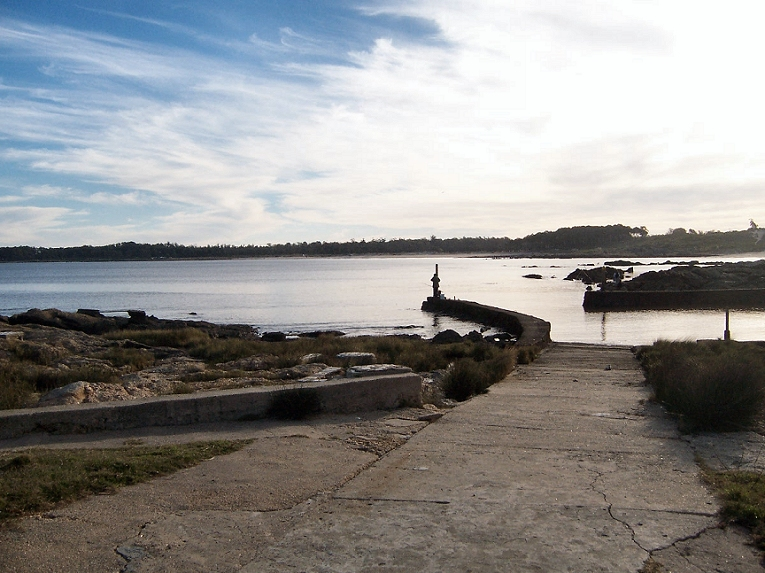
Imagen de Puerto Greco.

Según relata Eleuterio Fernández Huidobro en el Tomo 1 de "Historia de los tupamaros", allí solían reunirse los militantes de la Federación Autónoma de la Carne en tiempos de huelgas y Medidas Prontas de Seguridad y en 1961-1962 este paraje escasamente poblado alojaba algún rancho precario en el cual se reunían militantes de izquierda que formaron parte del "Coordinador" y luego del MLN-Tupamaros. Un nuevo registro de fotografías aéreas de 1966 en IDEUY revelan la aparición del primer conjunto de construcciones. Para 1970 el diario "El Popular" anuncia que ya habían unas 135 construcciones en la zona y que los habitantes se organizaban para evitar ser desalojados de allí. Una década más tarde, el registro fotográfico de comienzos de la década de 1980 muestra la aparición de dicho barrio. El mismo surgió como una ocupación de terrenos. En 1996 se constató que el barrio tenía un crecimiento población del 72% tomando como referencia los últimos dos censos nacionales.
El lugar alberga la playa Santa Catalina y se encuentra lindera a la playa Punta Yeguas. 
Punta Yeguas cuenta con un parque en la zona de monte, (en la cual trabaja la cooperativa de áreas verdes Mar_ It la cual fue fundada en el año 2015 por dos vecinas del barrio llamada geraldine denis y silvia cambre) el cual obtiene buena concurrencia en épocas del verano. Frente a dicha península se hundió en diciembre de 1939 el buque de guerra alemán "Graff Spee".